# پروانه آزاد
پروانه آزاد (به انگلیسی: Free license) یا پروانه باز (به انگلیسی: Open license) پروانه‌ایست با مفادی که با اعطای چهار آزادی اصلی به همگان، اجازه بهره‌وری مجدد از یک اثر را می‌دهد. بدون یک پروانهٔ مشخص، این اجازه‌ها معمولاً توسط قوانین حق تکثیر محدود می‌شوند. بیشتر پروانه‌های آزاد جهان‌شمول، بدون بهره، غیر انحصاری و ابدی هستند. پروانه‌های آزاد عموماً پایه و اساس پروژه‌های جمع‌سپاری و سرمایه‌گذاری جمعی هستند.
پروژه‌های جنبش متن‌باز، جنبش فرهنگ آزاد، مخالفان حق تکثیر، بنیاد ویکی‌مدیا، گروه‌های طرفدار مالکیت عمومی و احزاب دزدان دریایی با پروانه‌های آزاد و باز در ارتباط هستند.